# 秦祖熙
秦祖熙（1916年4月2日—2018年1月10日），籍贯湖北黄冈，中華民國（臺灣）軍事將領，第十任陸軍軍官學校（黃埔軍校）校长，陸軍官校第11期交通科，交輜學校第2期,圓山軍官團高級班第3期畢業。
| 前任： 林初耀 | 黃埔軍校校長 1973年2月－1976年3月 | 繼任： 言百謙 |